# Komárany
Komárany (in ungherese Alsókomaróc) è un comune della Slovacchia facente parte del distretto di Vranov nad Topľou, nella regione di Prešov.